# Wiolaceina
Wiolaceina – organiczny związek chemiczny, pochodna indolu, produkt utleniania tryptofanu, naturalny pigment produkowany przez bakterię Chromobacterium violaceum i nadający jej charakterystyczne fioletowo-purpurowe zabarwienie.
Uważa się, że wiolaceina może mieć zastosowanie przeciwbakteryjne, przeciwpierwotniakowe, w zapobieganiu powstawaniu wrzodów, a nawet przeciwnowowotworowe. Wiolaceina jest wytwarzana z L-tryptofanu i cząsteczkowego tlenu przy udziale pięciu enzymów znanych jako VioA, VioB, VioC, VioD i VioE. Enzymy te wchodzą w skład jednego operonu.